# Sayes Court

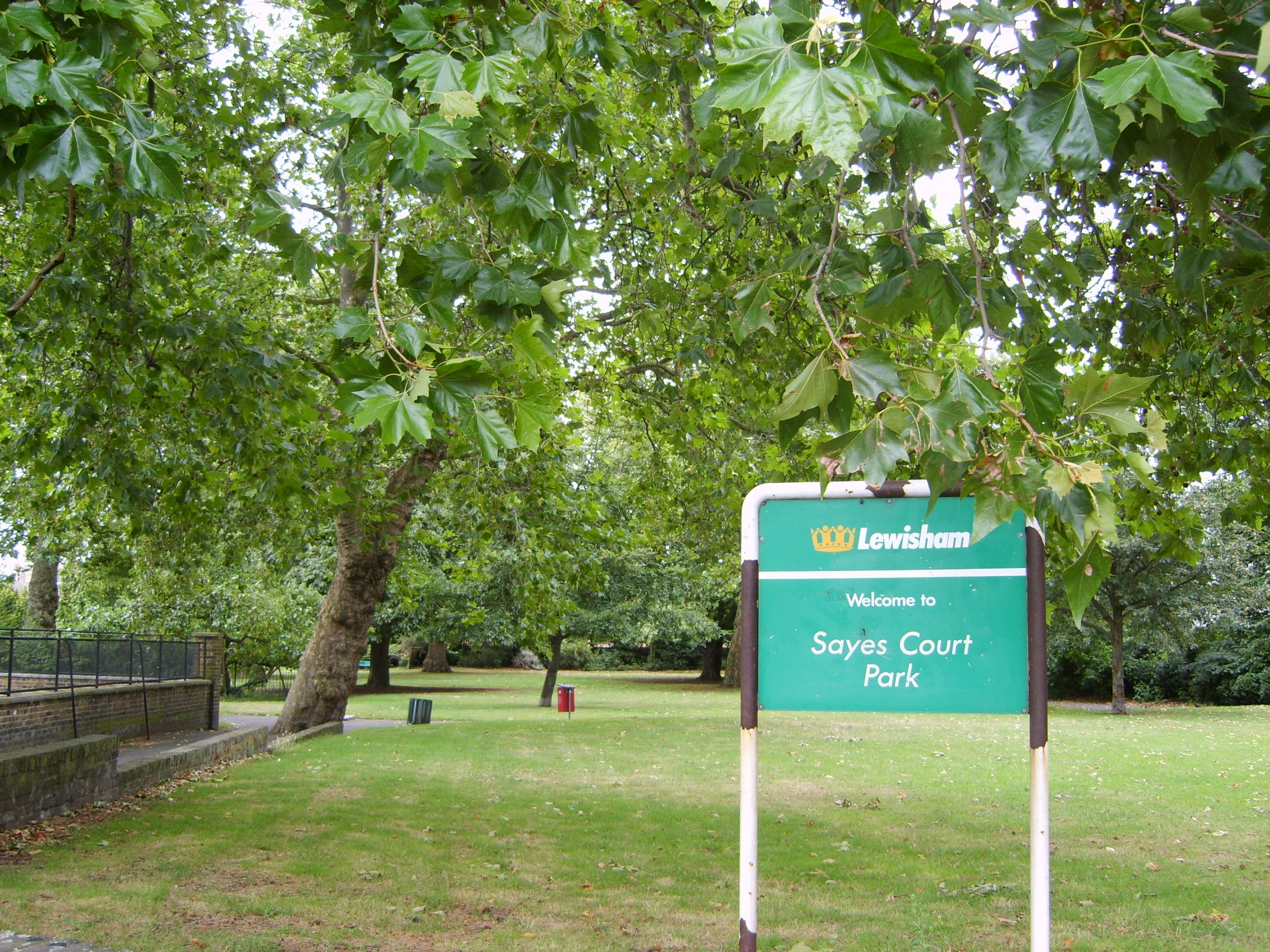
Il Sayes Court Park nel 2008

Sayes Court era un maniero con giardino posto a Deptford, nel borough di Lewisham, a Londra, sul Thames Path, sottoposto alla parrocchiadi St. Nicholas. Sayes Court a suo tempo attirava notevoli visitatori per la bellezza del suo giardino creato nel XVII secolo dall'appassionato John Evelyn. Demolito in seguito, il complesso si trova oggi nell'area di Convoys Wharf e del Sayes Court Park, anche se ben poche sono le tracce rimaste della sua presenza, oggi affidate alla cura del National Trust.

## Storia

### Origini
Il maniero di Deptford venne concesso a Gilbert de Magminot o Maminot da Guglielmo il Conquistatore che vi appoggiò il titolo di barone. Nel 1814 John Lyon scrisse che Maminot costruì sul sito un castello, o incastellò una residenza già presente, per suo uso, a Deptford. Lyon riportava come nel XIX secolo non vi fossero tracce tangibili di questa antica costruzione, ma che la struttura dovesse trovarsi con tutta probabilità a fianco di quella che poi divenne Sayes Court.
Il pronipote di Gilbert de Magminot, Walkelin Maminot, morendo senza eredi nel 1191, lasciò il maniero a sua sorella e co-erede Alice, moglie di Geoffrey de Say. La proprietà del maniero passò di mano in mano sino alla morte di Carlo I d'Inghilterra quando venne sequestrata dal parlamento. Fu inoltre proprietà del cardinale Thomas Wolsey e quando questi decadde dal favore di Enrico VIII, venne assegnato a Charles Brandon, I duca di Suffolk e a sua moglie, Maria Tudor. Il maniero, divenuto noto come Sayes Court, assieme a 240.000 metri quadri di giardino, venne assegnata dal parlaento alla famiglia Browne che lo occupò per diverse generazioni.

### John Evelyn a Sayes Court

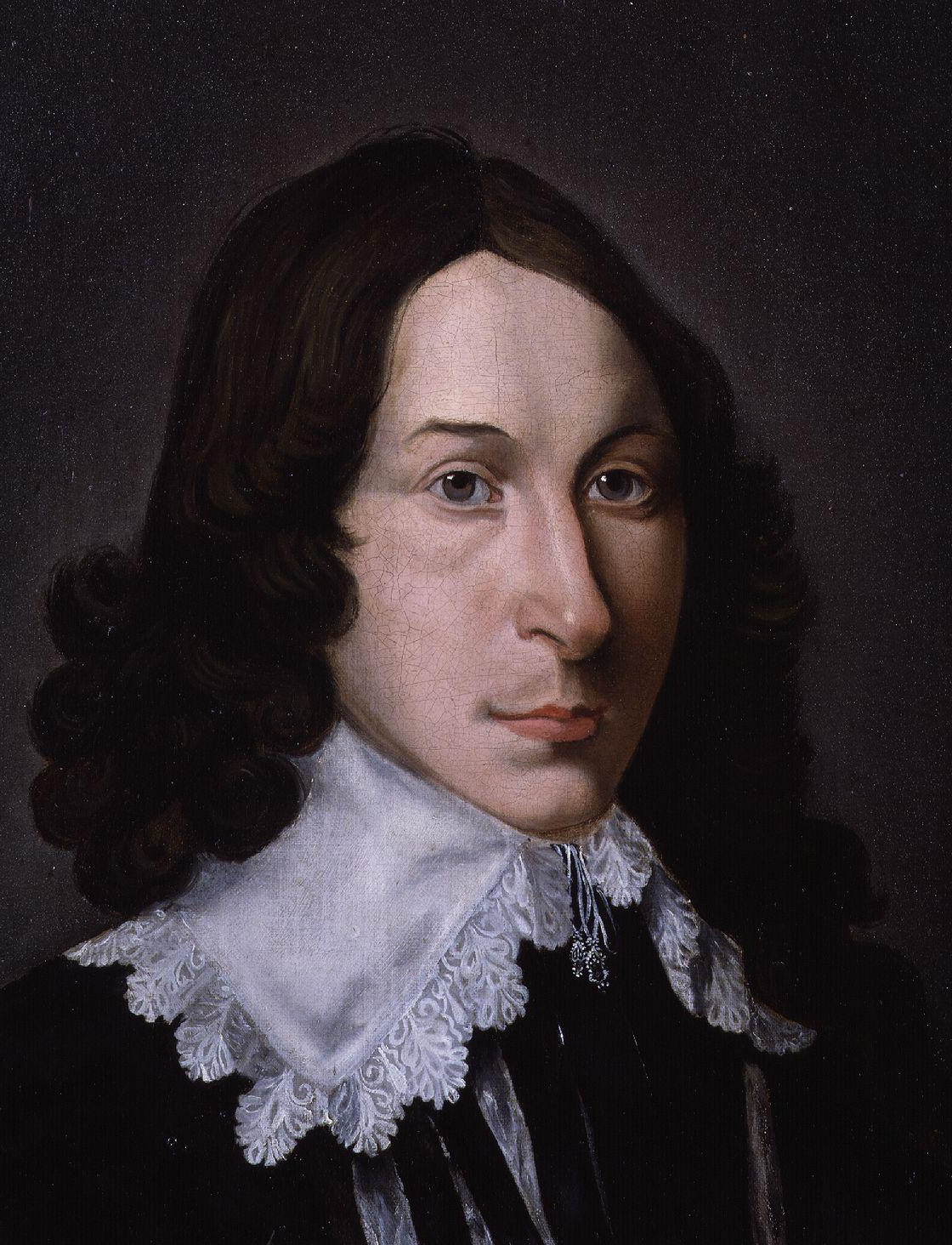
Lo scrittore John Evelyn, appassionato di giardinaggio, creò una splendido parco che rese famosa Sayes Court in tutta Londra

Nel 1647 Mary Browne, figlia ed erede di sir Sir Richard Browne, sposò John Evelyn, famoso diarista originario di Wotton, nel Surrey. Con la Restaurazione della monarchia inglese, Sayes Court tornò nuovamente alla corona, ma avendovi preso residenza con la sua famiglia solo dal 1651, Evelyn riuscì seppur tra mille difficoltà ad ottenere la possibilità di tenere la casa per i successivi 99 anni a partire dal 1663 per decreto di Carlo II.
Questi ricostruì ed allargò la casa, ispirandosi allo stile francese e italiano dell'epoca, tramutando i pascoli attorno a maniero in uno dei più famosi giardini della Londra della sua epoca.

#### Il giardino
Anche se ad oggi non è rimasta traccia visibile dello splendido giardino che era presente un tempo a Sayes Court e che aveva fatto la sua fortuna presso i cronisti, si può coglierne l'aspetto da una mappa del 1653, probabilmente disegnata per il suocero di Evelyn, diplomatico a Parigi. Ad ogni modo, l'alta qualità dei dettagli della mappa fa intendere che lo stesso Evelyn intendesse ricavarne delle stampe da pubblicare.
Di fianco alla casa, ad ovest, si trovava un giardino cinto da mura "con fiori scelti e semplici", oltre ad erbe medicinali, il tutto corredato da una grande fontana. Vi era anche una lunga pergola lungo il lato nord-ovest. Questo spazio Evelyn lo riteneva essere il suo giardino privato. Il resto del giardino era concepito più su vasta scala con elementi come una lunga terrazza con parterres, un'area rettangolare (detta "the grove") decorata con diverse specie di alberi con sentieri e recessi, un grande frutteto di centinaia di piante, viali con frassini, olmi e agrifogli e un lungo sentiero che conduceva ad una banquet house addossata al muro meridionale della proprietà che disponeva anche di un laghetto artificiale e di un'isola circondata da cespugli di frutti di bosco; sul limitare nord si trovava una piccola casa da usare in estate.
Dopo il freddo inverno del 1683-4, l'aspetto della parte sud-ovest del giardino venne semplificato. Il parterre venne convertito in un semicerchio di prato con quadranti di piante da frutta.

### Dopo Evelyn
Nel 1694 Evelyn ritornò a Wotton e nel giugno del 1696 il capitano John Benbow ottenne un contratto di affitto per tre anni dell'intera proprietà. Benbow si dimostrò un affittuario con poca cura della casa e lo stesso Evelyn si lamentò ben presto con un amico della sua "mortificazione nel vedere ogni giorno decadere il lavoro e le spese fatti". Ad ogni modo gran parte dei danni alla casa ed ai giardini avvenne quando Guglielmo III d'Inghilterra assegnò Sayes Court in affitto allo zar Pietro I di Russia per tre mesi nel 1698. Secondo le testimonianze dell'epoca, i quadri della casa vennero usati come tiro a segno, mentre il giardino venne distrutto per un gioco che il sovrano russo amava particolarmente, la corsa con le carriole. Benbow chiese al governo i danni dopo la partenza dello zar, anche perché sapeva che avrebbe dovuto rifondere Evelyn dei danni subiti alla struttura e ne ottenne 350 sterline 9 scellini e 6 pence. Czar Peter also resided in a mansion house, that was situated at Hughes field, Deptford.
Dopo la morte di Evelyn nel 1706, Sayes Court passò a suo nipote, sir John Evelyn, I baronetto di Wotton, dal momento che tutti i suoi figli maschi gli erano premorti. Oltre a 4000 metri quadrati di giardino personale, la casa poteva ancora contare su diverse proprietà tra cui un porto ed un mulino ad acqua.

### Il XVIII secolo
Dopo la morte di Evelyn, ad ogni modo, la casa appariva in stato di abbandono. Secondo Daniel Lysons che scriveva nel 1796, Sayes Court venne quasi completamente demolita nel 1728, e ciò che ne rimase venne convertito in una workhouse. Una mappa del porto di Deptford realizzata nel 1753 da Thomas Milton ad ogni modo mostra ancora unacasa, definita "Poore house", che ricalca molto la planimetria di John Evelyn del 1653.

### L'epoca vittoriana
Il complesso rimase di proprietà della locale parrocchia di St. Nicholas dal 1759 al 1848. Nel 1852 venne utilizzata come deposito per i trasporti verso colonie penali e nel 1853 divenne una fabbrica di vestiti per i carcerati. Nel 1856 l'intero sito venne venduto all'Ammiragliato inglese.
Nel 1869, alla chiusura del porto, William John Evelyn, parlamentare e discendente di John Evelyn, riacquistò la proprietà dal governo e ciò che di Sayes Court era ancora disponibile. Nel 1876 vi creò un parco pubblico per gli abitanti di Deptford, decorato con piante tutte provenienti da Wotton in ricordo dei suoi antenati. Dal 1877 una porzione di 56.000 metri quadrati del vecchio giardino venne acquisita ulteriormente e vi vennero costruite alcune piccole strutture di servizio. Il giardino pubblico rimase di 40.000 metri quadrati di estensione e venne ridecorato con piante e fiori lungo i sentieri. Al centro di un grande prato venne posta una cassa armonica ed a nord-ovest una struttura neoclassica che accoglieva diversi modellini di navi della marina militare britannica, che servì anche da museo e da biblioteca del sito, under the management of the Goldsmiths' Company.

#### Il ruolo nella fondazione del National Trust

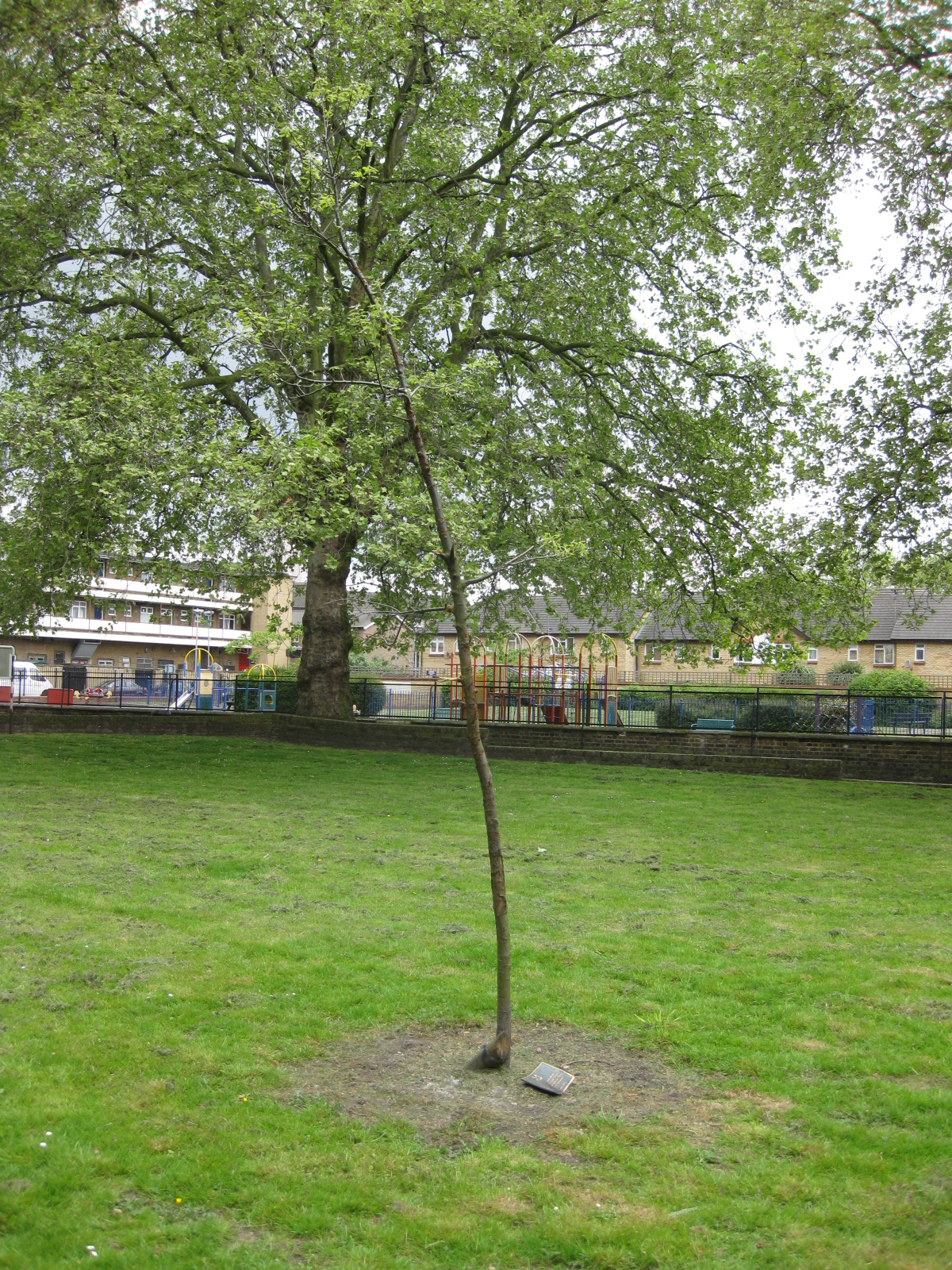
Quercia piantata nel luogo ove secondo la tradizione Octavia Hill a Sayes Court decise di costituire il National Trust.

Nel 1884 W. J. Evelyn venne avvicinato da Octavia Hill che gli suggerì di fare del sito un luogo pubblico ma all'epoca non esisteva alcuna organizzazione né poteri legali per poter preservare quanto di bello era stato possibile recuperare. Robert Hunter consigliò ai due di fondare una compagnia per proteggere "gli interessi pubblici di spazi aperti nel paese". Octavia Hill propose il nome di "Commons and Gardens Trust", ma su suggerimento di Hunter il nome venne mutato in "National Trust". Sfortunatamente trascorsero altri dieci anni prima che il National Trust venisse ufficialmente costituito e Sayes Court era ormai passata di proprietà.
Nel 1886, infatti, solo 24.000 metri quadrati rimanevano a W.J. Evelyn dell'intera proprietà, dal momento che alcune parti erano state "sacrificate" al pubblico per la creazione di Leicester Square. La Kyrle Society, che aveva acquistato un acro e mezzo della proprietà, vi realizzò un parco con una cassa armonica. Le motivazioni erano stati gli alti costi di mantenimento e cura del complesso. Il nuovo giardin ovenne inaugurato al pubblico il 20 luglio 1886 da Angela Burdett-Coutts, I baronessa Burdett-Coutts.
Nella sua opera The National Trust: The First Hundred Years, Merlin Waterson scrive a tal proposito: "Sarebbe duro da comprendere come una sola proprietà possa comprendere così tanti futuri propositi per il National Trust. Quel giardino ebbe un'importanza eccezionale, un'affascinante associazione storica, un valore inestimabile come spazio aperto nel cuore del porto di Londra."

### La Grande Guerra e il periodo tra le due guerre mondiali
Il dipartimento della guerra prese in affitto Sayes Court dalla City of London Corporation dal 19 settembre 1914 per utilizzare l'area come deposito dietro pagamento di un affitto annuo di 90 sterline per ampliare i propri depositi posti presso il vicino Foreign Cattle Market.
Alla fine sia Foreign Cattle Market che Sayes Court vennero acquistate dal dipartimento della guerra per 400.500 sterline il 25 marzo 1926, includendovi anche un tratto ferroviario, un tram, diritti di utilizzo e collegamenti.

### La seconda guerra mondiale
Nel corso della seconda guerra mondiale, il 16 agosto 1944, le costruzioni di epoca vittoriana che insistevano sull'area vennero distrutte da un razzo V1.

### Seconda metà del XX secolo
Col finire della guerra, tutto ciò che rimaneva di Sayes Court era un giardino pubblico di meno di 8000 metri quadrati e un'altra area vicina con le macerie delle case bombardate e una scuola. Il London County Council decise di ridisegnare l'intera area creando un parco con giochi per bambini, una fontana con rocce artificiali, una sala giochi riscaldata, degli uffici per lo staff, tavoli da picnic, aiuole fiorite e spazi verdi. The park opened on 29 May 1951.

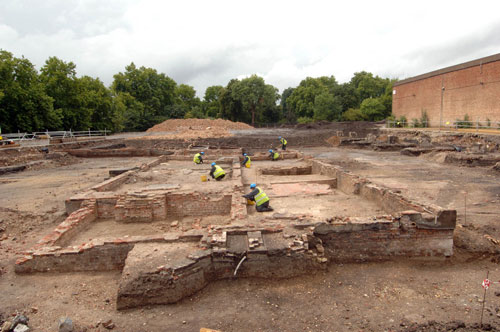
Il sito archeologico con le fondamenta riemerse di Sayes Court sul lato ovest.

### Gli scavi archeologici del 2011
L'area dove sorgeva Sayes Court venne interessata da una campagna di scavi archeologici cittadini ad opera del Museo di Archeologia di Londra. I lavori misero in luce le fondamenta di Sayes Court e le loro modificazioni nel corso della sua storia. Venne riportata alla luce una cantina per il vino nella parte nordovest della costruzione, accessibile tramite delle scale.

### Il sito oggi
L'attuale Sayes Court Park non solo include il giardino di John Evelyn, ma anche buona parte delle aree comprese nella sua mappatura del sito del 1653.